# Paris-Roubaix 2009
La 107e édition de la course cycliste Paris-Roubaix, inscrite au calendrier mondial UCI, a eu lieu le 12 avril 2009 entre Compiègne et le vélodrome André-Pétrieux de Roubaix. La course est gagnée par le Belge Tom Boonen.
Cependant Leif Hoste est disqualifié des courses auxquelles il a participé entre le 1er juillet 2008 et le 31 décembre 2010 à la suite d'anomalies dans son passeport biologique. Johan Vansummeren se voit donc attribuer la quatrième place de la course tandis que Juan Antonio Flecha s'empare de la cinquième. De plus tous les autres coureurs classés jusqu'à la vingt-et-unième place se voit également gagner un rang, la place de vingt-et-unième restant vacante.

## Présentation

### Parcours
Par rapport à l'édition 2008, seul le secteur pavé de Wallers à Hélesmes, longue de 1600 mètres, a été supprimé du programme. Il se situait au kilomètre 170.
| Secteur | Kilomètre | Localisation                              | Longueur | Difficulté |
| ------- | --------- | ----------------------------------------- | -------- | ---------- |
| 27      | 98        | Troisvilles > Inchy                       | 2 200 m  | 03         |
| 26      | 104,5     | Viesly > Quiévy                           | 1 800 m  | 03         |
| 25      | 107       | Quiévy > Saint-Python                     | 3 700 m  | 04         |
| 24      | 112       | Saint-Python                              | 1 500 m  | 02         |
| 23      | 119,5     | Vertain > Saint-Martin-sur-Écaillon       | 2 300 m  | 03         |
| 22      | 126,5     | Capelle-sur-Écaillon > Le-Buat            | 1 700 m  | 03         |
| 21      | 138,5     | Verchain-Maugré > Quérénaing              | 1 600 m  | 03         |
| 20      | 141,5     | Quérénaing > Maing                        | 2 500 m  | 03         |
| 19      | 144,5     | Maing > Monchaux-sur-Écaillon             | 1 600 m  | 02         |
| 18      | 156       | Haveluy > Wallers                         | 2 500 m  | 04         |
| 17      | 164       | Trouée d'Arenberg                         | 2 400 m  | 05         |
| 16      | 176,5     | Hornaing > Wandignies-Hamage              | 3 700 m  | 03         |
| 15      | 184       | Warlaing > Brillon                        | 2 400 m  | 03         |
| 14      | 187,5     | Tilloy-lez-Marchiennes > Sars-et-Rosières | 2 400 m  | 03         |
| 13      | 194       | Beuvry-la-Forêt > Orchies                 | 1 400 m  | 03         |
| 12      | 199       | Orchies                                   | 1 700 m  | 03         |
| 11      | 205       | Auchy-lez-Orchies > Bersée                | 2 600 m  | 03         |
| 10      | 210,5     | Mons-en-Pévèle                            | 3 000 m  | 05         |
| 9       | 216,5     | Mérignies > Pont-à-Marcq                  | 700 m    | 02         |
| 8       | 219,5     | Pont-Thibaut > Ennevelin                  | 1 400 m  | 03         |
| 7-2     | 225,5     | Templeuve (L'Épinette)                    | 200 m    | 01         |
| 7-1     | 226       | Templeuve (Moulin-de-Vertain)             | 500 m    | 02         |
| 6-2     | 232,5     | Cysoing > Bourghelles                     | 1 300 m  | 04         |
| 6-1     | 235       | Bourghelles > Wannehain                   | 1 100 m  | 04         |
| 5       | 239,5     | Camphin-en-Pévèle                         | 1 800 m  | 04         |
| 4       | 242       | Carrefour de l'Arbre                      | 2 100 m  | 05         |
| 3       | 244,5     | Gruson                                    | 1 100 m  | 02         |
| 2       | 251       | Willems > Hem                             | 1 400 m  | 01         |
| 1       | 257,5     | Roubaix                                   | 300 m    | 01         |
| Total   | Total     | Total                                     | 52 900 m | 52 900 m   |

### Équipes
Paris-Roubaix figure au Calendrier mondial UCI 2009.
On retrouve un total de 24 équipes au départ, 17 faisant partie du ProTour, la première division mondiale, et les sept dernières des équipes continentales, la seconde division mondiale.
| ProTeams (17)- Quick Step - Saxo Bank - Lampre-NGC - Garmin-Slipstream - Silence-Lotto - Columbia-High Road - La Française des jeux - Rabobank - Liquigas - Cofidis, le Crédit en Ligne - Team Milram - AG2R La Mondiale - BBox Bouygues Telecom - Katusha - Caisse d'Épargne - Astana - Euskaltel-Euskadi Équipes continentales professionnelles (7)- Skil-Shimano - Agritubel - Cervélo TestTeam - Topsport Vlaanderen-Mercator - Landbouwkrediet-Colnago - Vacansoleil - BMC Racing Team |
| |

## Déroulement de l'épreuve
L'échappée matinale, lancée aux abords du 30e kilomètre, est composée de Steve Chainel (BBox Bouygues Telecom), Steven Cozza (Garmin-Slipstream), Angelo Furlan (Lampre-NGC), Gregory Henderson (Columbia-High Road), Andreas Klier (Cervélo TestTeam), Kasper Klostergaard (Saxo Bank), Servais Knaven (Team Milram), Joost Posthuma (Rabobank), Maarten Wynants (Quick Step), Yoann Offredo et Wesley Sulzberger (La Française des jeux). Les fuyards vont prendre jusqu'à trois minutes d'avance, aborder en tête les premiers secteurs pavés, au nombre de vingt-sept sur cette 107e édition, et par tradition franchir en tête la Trouée d'Arenberg, qui marque le tournant de Paris-Roubaix. Les échappés sont revus après Beuvry-la-Forêt, à 60 kilomètres du but.
À la sortie du secteur de la tranchée d'Arenberg, un large peloton demeure encore massé. Les favoris ont franchi cette portion sans encombre et c'est donc dans le tout aussi sélectif secteur pavé de Mons-en-Pévèle, à 45 kilomètres de l'arrivée, que va se décanter l'épreuve. Un groupe formé autour de six favoris, se dessine alors. Tom Boonen est à l'avant, accompagné par Filippo Pozzato (Katusha), Thor Hushovd (Cervélo TestTeam), Juan Antonio Flecha (Rabobank), Leif Hoste et Johan Vansummeren (Silence-Lotto). Un groupe de poursuivants d'une dizaine de coureurs, comprenant notamment Heinrich Haussler, Stijn Devolder et Sylvain Chavanel se forme.
Moins rapide que ses adversaires, Juan Antonio Flecha déclenche les hostilités mais il est rejoint et brusquement victime d'une glissade éliminatoire, dans laquelle il implique les deux coureurs de la Silence-Lotto. Filippo Pozzato est lui aussi retardé par l'incident, qui intervient au moment où Thor Hushovd plaçait une accélération vigilamment contrôlée par Tom Boonen. Il semble un bref instant que les deux hommes soient partis pour se disputer la victoire. Cependant dans le secteur pavé du Carrefour de l'Arbre, bordé de supporters flamands, Thor Hushovd accroche une banderole publicitaire et chute.
Tom Boonen se retrouve ainsi seul à 15 kilomètres du but. Il entame alors un final en solitaire, résistant au retour de Filippo Pozzato, lancé à sa poursuite. Boonen accroît peu à peu son avance, et franchit seul la ligne d'arrivée sur le vélodrome de Roubaix.

## Classement
| \| Classement général \| Classement général \| Classement général \| Classement général \| Classement général \| \| Coureur \| Coureur \| Pays \| Équipe \| Temps \| \| ------------------ \| ------------------- \| ------------------ \| ----------------------- \| ------------------ \| \| 1er \| Tom Boonen \| Belgique \| Quick Step \| 6 h 15 min 53 s \| \| 2e \| Filippo Pozzato \| Italie \| Katusha \| + 47 s \| \| 3e \| Thor Hushovd \| Norvège \| Cervélo TestTeam \| + 1 min 17 s \| \| 4e \| Leif Hoste \| Belgique \| Silence-Lotto \| DQ \| \| 4e \| Johan Vansummeren \| Belgique \| Silence-Lotto \| + 1 min 22 s \| \| 5e \| Juan Antonio Flecha \| Espagne \| Rabobank \| + 2 min 14 s \| \| 6e \| Heinrich Haussler \| Allemagne \| Cervélo TestTeam \| + 3 min 13 s \| \| 7e \| Sylvain Chavanel \| France \| Quick Step \| + 3 min 15 s \| \| 8e \| Manuel Quinziato \| Italie \| Liquigas \| + 5 min 00 s \| \| 9e \| Matti Breschel \| Danemark \| Saxo Bank \| + 5 min 29 s \| \| 10e \| Wouter Weylandt \| Belgique \| Quick Step \| + 5 min 29 s \| \| 11e \| Andreas Klier \| Allemagne \| Cervélo TestTeam \| + 5 min 29 s \| \| 12e \| Frédéric Guesdon \| France \| La Française des jeux \| + 5 min 29 s \| \| 13e \| Kevin Van Impe \| Belgique \| Quick Step \| + 6 min 15 s \| \| 14e \| Roger Hammond \| Royaume-Uni \| Cervélo TestTeam \| + 6 min 15 s \| \| 15e \| Kurt Asle Arvesen \| Norvège \| Saxo Bank \| + 6 min 15 s \| \| 16e \| Niki Terpstra \| Pays-Bas \| Team Milram \| + 6 min 15 s \| \| 17e \| Bert Scheirlinckx \| Belgique \| Landbouwkrediet-Colnago \| + 6 min 19 s \| \| 18e \| Jeremy Hunt \| Royaume-Uni \| Cervélo TestTeam \| + 6 min 32 s \| \| 19e \| Marcel Sieberg \| Allemagne \| Columbia-High Road \| + 6 min 32 s \| \| 20e \| Mathew Hayman \| Australie \| Rabobank \| + 6 min 32 s \| |                     |             |                         |                 |
| |                     |             |                         |                 |
| |                     |             |                         |                 |
| Classement général |                     |             |                         |                 |
| Coureur | Coureur             | Pays        | Équipe                  | Temps           |
| 1er | Tom Boonen          | Belgique    | Quick Step              | 6 h 15 min 53 s |
| 2e | Filippo Pozzato     | Italie      | Katusha                 | + 47 s          |
| 3e | Thor Hushovd        | Norvège     | Cervélo TestTeam        | + 1 min 17 s    |
| 4e | Leif Hoste          | Belgique    | Silence-Lotto           | DQ              |
| 4e | Johan Vansummeren   | Belgique    | Silence-Lotto           | + 1 min 22 s    |
| 5e | Juan Antonio Flecha | Espagne     | Rabobank                | + 2 min 14 s    |
| 6e | Heinrich Haussler   | Allemagne   | Cervélo TestTeam        | + 3 min 13 s    |
| 7e | Sylvain Chavanel    | France      | Quick Step              | + 3 min 15 s    |
| 8e | Manuel Quinziato    | Italie      | Liquigas                | + 5 min 00 s    |
| 9e | Matti Breschel      | Danemark    | Saxo Bank               | + 5 min 29 s    |
| 10e | Wouter Weylandt     | Belgique    | Quick Step              | + 5 min 29 s    |
| 11e | Andreas Klier       | Allemagne   | Cervélo TestTeam        | + 5 min 29 s    |
| 12e | Frédéric Guesdon    | France      | La Française des jeux   | + 5 min 29 s    |
| 13e | Kevin Van Impe      | Belgique    | Quick Step              | + 6 min 15 s    |
| 14e | Roger Hammond       | Royaume-Uni | Cervélo TestTeam        | + 6 min 15 s    |
| 15e | Kurt Asle Arvesen   | Norvège     | Saxo Bank               | + 6 min 15 s    |
| 16e | Niki Terpstra       | Pays-Bas    | Team Milram             | + 6 min 15 s    |
| 17e | Bert Scheirlinckx   | Belgique    | Landbouwkrediet-Colnago | + 6 min 19 s    |
| 18e | Jeremy Hunt         | Royaume-Uni | Cervélo TestTeam        | + 6 min 32 s    |
| 19e | Marcel Sieberg      | Allemagne   | Columbia-High Road      | + 6 min 32 s    |
| 20e | Mathew Hayman       | Australie   | Rabobank                | + 6 min 32 s    |

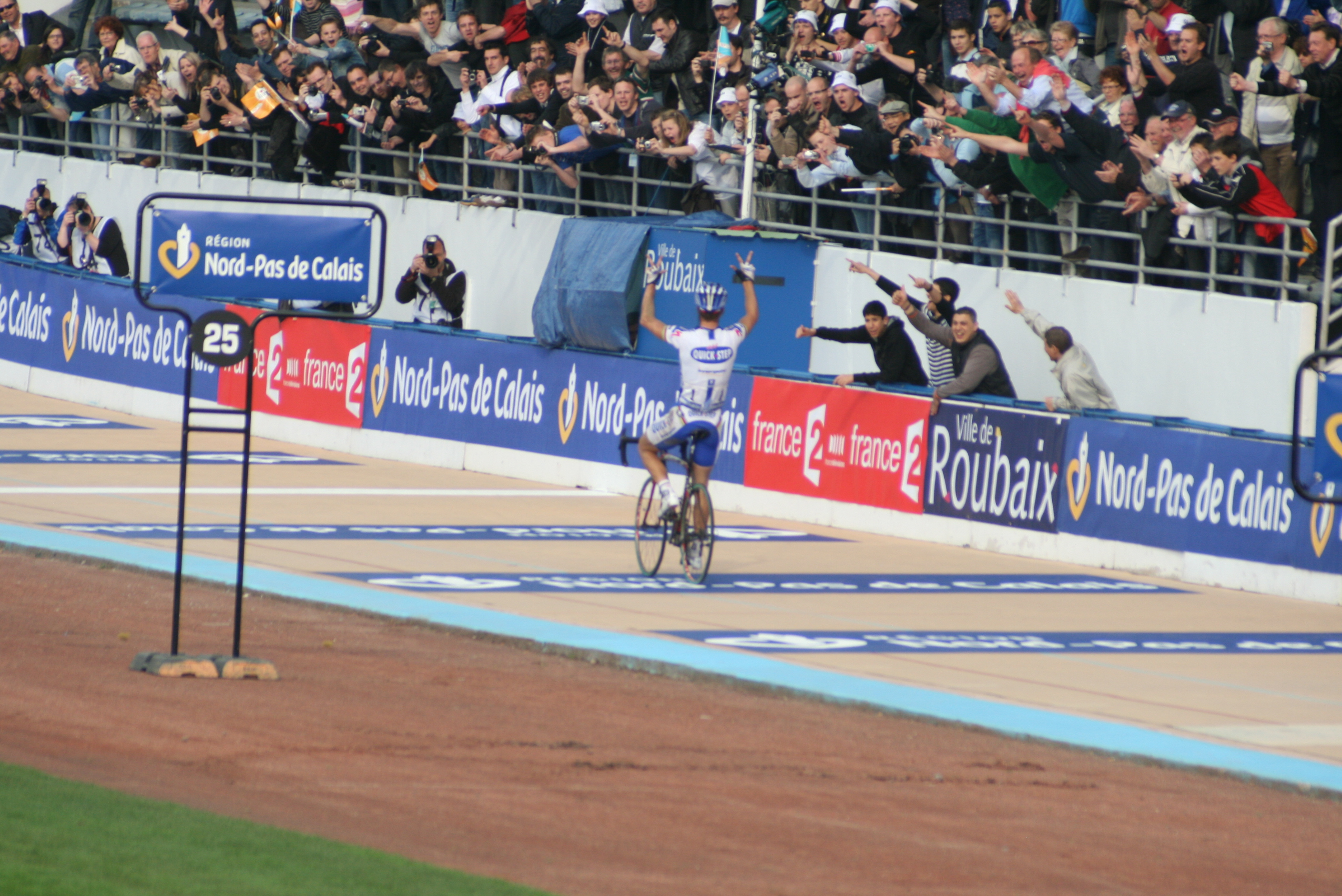
Boonen, vainqueur pour la troisième fois.

Leif Hoste a été déclassé de sa 4e place. Il est indiqué rayé dans le classement si dessus.

### Classement UCI
La course attribue des points au Calendrier mondial UCI 2009 selon le barème suivant :
| Position           | 1er | 2e | 3e | 4e | 5e | 6e | 7e | 8e | 9e | 10e |
| Classement général | 100 | 80 | 70 | 60 | 50 | 40 | 30 | 20 | 10 | 4   |

Après cette huitième épreuve le classement est le suivant :

## Liste des participants
| Quick Step | Saxo Bank | Lampre-NGC |
| - 01. Tom Boonen - 02. Sylvain Chavanel - 03. Kevin De Weert - 04. Stijn Devolder - 05. Matteo Tosatto (A) - 06. Kevin Van Impe - 07. Wouter Weylandt - 08. Maarten Wynants                                | - 11. Fabian Cancellara - 12. Kurt Asle Arvesen - 13. Lars Bak - 14. Matti Breschel - 15. Matthew Goss - 16. Kasper Klostergaard - 17. Marcus Ljungqvist - 18. Anders Lund                              | - 21. Marco Bandiera - 23. Mauro Da Dalto - 24. Angelo Furlan - 25. Massimiliano Mori (A) - 26. Daniele Righi - 27. Marcin Sapa - 28. Simon Špilak (HD)                                                     |
| Garmin-Slipstream | Silence-Lotto | Columbia-High Road |
| - 31. Martijn Maaskant - 32. Steven Cozza - 33. Hans Dekkers (A) - 34. Huub Duyn (A) - 35. Michael Friedman - 36. William Frishkorn (A) - 37. Christopher Sutton - 38. Bradley Wiggins                     | - 41. Leif Hoste - 42. Mickaël Delage (A) - 43. Michiel Elijzen (A) - 44. Staf Scheirlinckx - 45. Roy Sentjens (A) - 46. Greg Van Avermaet - 47. Johan Vansummeren - 48. Glenn D'Hollander (A)          | - 51. George Hincapie - 52. Michael Barry - 53. Edvald Boasson Hagen - 54. Marcus Burghardt - 55. Bernhard Eisel - 56. Gregory Henderson - 57. Vicente Reynés (A) - 58. Marcel Sieberg                      |
| La Française des jeux | Rabobank | Liquigas |
| - 61. Frédéric Guesdon - 62. Sébastien Chavanel (A) - 63. Arnaud Gérard (A) - 64. Yauheni Hutarovich - 65. Matthieu Ladagnous - 67. Yoann Offredo - 68. Wesley Sulzberger - 69. Anthony Roux (A)           | - 71. Juan Antonio Flecha - 72. Rick Flens (A) - 73. Mathew Hayman - 74. Pedro Horrillo - 75. Sebastian Langeveld - 76. Tom Leezer (A) - 77. Joost Posthuma - 78. Maarten Tjallingii                    | - 81. Aliaksandr Kuschynski - 82. Maciej Bodnar (HD) - 83. Francesco Chicchi (HD) - 84. Murilo Fischer (A) - 85. Enrico Franzoi - 86. Jacopo Guarnieri (A) - 87. Daniel Oss - 88. Manuel Quinziato          |
| Cofidis | Team Milram | Skil-Shimano |
| - 91. Alexandre Blain - 92. Guillaume Blot (A) - 93. Florent Brard - 94. Hervé Duclos-Lassalle (A) - 95. Sébastien Minard - 96. Sébastien Portal (HD) - 97. Alexandre Usov (HD) - 98. Romain Villa         | - 101. Servais Knaven - 102. Markus Eichler - 103. Thomas Fothen (A) - 104. Martin Müller (A) - 105. Dominik Roels (A) - 106. Niki Terpstra - 107. Martin Velits - 108. Björn Schröder                  | - 111. Cyril Lemoine - 112. Fumiyuki Beppu (A) - 113. Bert De Backer - 114. Koen de Kort (A) - 115. Mitchell Docker (A) - 116. Floris Goesinnen - 117. Jin Long (A) - 118. Tom Veelers                      |
| AG2R La Mondiale | BBox Bouygues Telecom | Agritubel |
| - 121. Martin Elmiger (A) - 122. Aurélien Clerc (HD) - 123. Renaud Dion - 124. Sébastien Hinault (A) - 125. Lloyd Mondory - 126. Cédric Pineau (A) - 127. Stéphane Poulhiès (A) - 128. Gatis Smukulis (A)  | - 131. Steve Chainel (HD) - 132. Mathieu Claude (A) - 133. Damien Gaudin - 134. Saïd Haddou - 135. Arnaud Labbe - 136. Rony Martias - 137. Alexandre Pichot (A) - 138. Sébastien Turgot (HD)            | - 141. Kevyn Ista (HD) - 142. Émilien-Benoît Bergès - 143. Steven Caethoven (A) - 144. Rémi Cusin (A) - 145. Brice Feillu (HD) - 146. Romain Feillu (A) - 147. Nicolas Jalabert - 148. Christophe Laurent   |
| Cervélo TestTeam | Katusha | Topsport Vlaanderen-Mercator |
| - 151. Roger Hammond - 152. Heinrich Haussler - 153. Jeremy Hunt - 154. Thor Hushovd - 155. Andreas Klier - 156. Brett Lancaster (A) - 157. Gabriel Rasch - 158. Hayden Roulston (A)                       | - 161. Filippo Pozzato - 162. Kenny Dehaes (A) - 163. Denis Galimzyanov (A) - 164. Mikhail Ignatiev (HD) - 165. Alexei Markov - 166. Danilo Napolitano (A) - 167. Nikolay Trusov                        | - 171. Stijn Neirynck - 172. Kristof Goddaert (A) - 173. Stijn Joseph (A) - 174. Klaas Lodewyck (A) - 175. Maarten Neyens (HD) - 176. Geert Steurs (A) - 177. Bart Vanheule (A) - 178. Pieter Vanspeybrouck |
| Landbouwkrediet - Colnago | Caisse d'Épargne | Astana |
| - 181. David Boucher (A) - 182. Koen Barbé - 183. Mathieu Drouilly (A) - 184. Denis Flahaut (HD) - 185. Filip Meirhaeghe - 186. Kevin Neirynck (A) - 187. Martial Ricci Poggi (A) - 188. Bert Scheirlinckx | - 191. Arnaud Coyot - 192. Rui Costa - 193. Mathieu Drujon (A) - 194. Imanol Erviti - 195. Ángel Madrazo (A) - 196. Marlon Pérez (HD) - 197. Nicolas Portal (A) - 198. José Joaquín Rojas (A)           | - 201. Yaroslav Popovych - 202. Valeriy Dmitriyev (A) - 203. Berik Kupeshov (A) - 204. Steve Morabito (HD) - 206. Bolat Raimbekov (A) - 207. Grégory Rast - 208. Michael Schär                              |
| Euskaltel-Euskadi | Vacansoleil | BMC Racing |
| - 211. Koldo Fernández (A) - 212. Josu Agirre (A) - 213. Aitor Galdós - 214. Markel Irizar - 215. Andoni Lafuente (A) - 216. Pablo Urtasun (HD)                                                            | - 221. Björn Leukemans - 222. Wim De Vocht (A) - 223. Gerben Löwik (A) - 224. Jens Mouris (HD) - 225. Bobbie Traksel (HD) - 226. Frederik Veuchelen (A) - 227. Aart Vierhouten - 228. Lieuwe Westra (A) | - 231. Alexandre Moos - 232. Brent Bookwalter - 233. Antonio Cruz (A) - 234. Martin Kohler (A) - 235. Jeff Louder (A) - 236. Ian McKissick (HD) - 237. Jackson Stewart (A) - 238. Danilo Wyss (A)           |

A : Abandon ; HD : Hors délai.